# Kullängsstugan

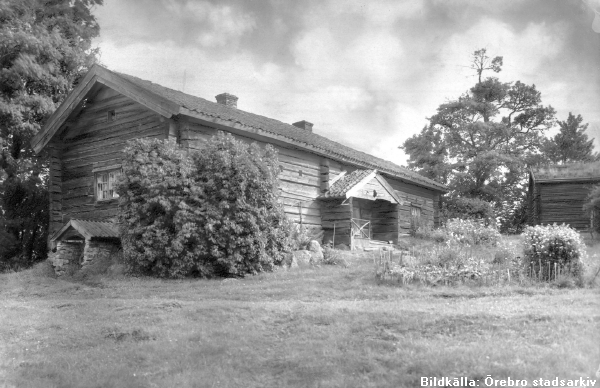
Kullängsstugan år 1929.

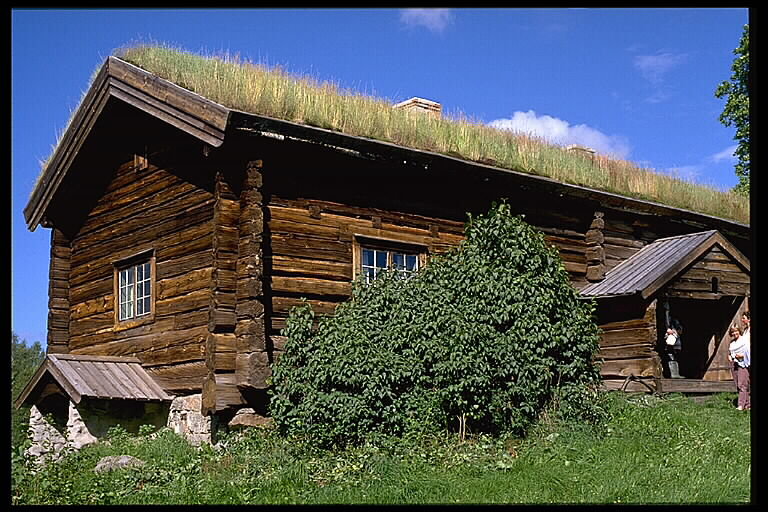
Kullängsstugan, 1998.

Kullängsstugan är en knuttimrad parstuga byggd 1693. Den ligger nära Dohnafors i Askersunds kommun. Huset är ett bra exempel på ett boningshus för en välbeställd bonde under denna tid.
Bonden som byggde huset hette Nils Svensson, kallad Kullagubben.
I bottenvåningen finns förstuga, sätesstuga, gäststuga och prästkammare. På vinden finns tre rum. I huset finns intressanta väggmålningar, delvis renoverade.
På 1730-talet fanns det dokumenterat flera uthus, bl.a. ett stall med höskulle, fähus och loge. Vidare fårhus, svinhus och lada med skjul, badstuga, gås- och hönshus. Det fanns också ett brygghus. Idag finns endast en bod kvar bredvid huset.
Kullängsstugan var bebodd fram till 1936 och skänktes året därpå till Örebro läns museum. Den byggnadsminnesförklarades år 1970.